# کوندا، بورکینافاسو
کوندا شهری در شهرستان ساپونه در استان بازگا در بورکینافاسوی مرکزی است و جمعیت آن ۲۱۹۱ نفر است.